# Travis
Travis je skotská kapela, původem z města Glasgow. Vznikla v roce 1990 a hraje kytarový pop tzv. „indies". Pro Travis jsou typické pomalejší kytarové skladby s melancholickými motivy. Travis jsou srovnáváni s kapelami Oasis, Coldplay, Keane nebo Snow Patrol.

## Diskografie
- Good Feeling (1997)
- The Man Who (1999)
- The Invisible Band (2001)
- 12 Memories (2003)
- The Boy with No Name (2007)
- Ode to J. Smith (2008)
- Where You Stand (2013)
- Everything at Once (2016)
- 10 songs (2020)